# 탈아파르
탈아파르(아랍어: تلعفر, 영어: Tal Afar)는 이라크 북서부 니나와주에 위치한 도시이다. 모술에서 서쪽으로 65km나 떨어져있다.